# 武林怪兽
《武林怪獸》（英語：Kung Fu Monster）是2018年由香港導演劉偉強執導的武俠魔幻喜劇，由古天樂、陳學冬、郭碧婷、包貝爾等主演，故事背景設定於明朝萬曆年間，融合江湖爭鬥與奇幻怪獸元素。

## 劇情
影片講述東廠督主孫玉鶴（方中信 飾）奉命追捕一隻從宮中逃脫的怪獸「招財」，而與此同時，義軍少俠甄劍（陳學冬 飾）與師妹熊嬌嬌（周冬雨 飾）、俠女冷冰冰（郭碧婷 飾）策劃劫取官銀以救濟貧民。然而，官銀離奇失蹤，取而代之的是朝廷通緝犯封四海（古天樂 飾）與江湖浪子武柏（包貝爾 飾）的出現。隨着各方勢力在荒廢的驛站聚集，更大的威脅逐漸逼近——那隻被追捕的怪獸正潛伏在暗處，伺機而動。

## 演员

### 领衔主演
| 演员                        | 角色   | 简介       |
| 古天乐                      | 封四海 | 锦衣卫千户 |
| 陈学冬                      | 甄剑   | 义军师兄   |
| 包贝尔 （粵語配音：林曉峰） | 武柏   |            |
| 郭碧婷 （粵語配音：萬綺雯） | 冷冰冰 | 女侠       |
| 王太利 （粵語配音：盧海鵬） | 岳山翁 |            |

### 特别出演
| 演员                      | 角色   | 简介     |
| 周冬雨 （粵語配音：李澄） | 熊娇娇 | 义军师妹 |

### 主演
| 演员                                                    | 角色     | 简介 |
| 吴樾 （粵語配音：火火）                                 | 王超     |      |
| 孔连顺 （粵語配音：邱萬城）                             | 胡冲     |      |
| 潘斌龙 （粵語配音：黎耀祥）                             | 鲁莽     |      |
| 小爱                                                    | 樸盡忠   |      |
| 梁大维                                                  | 趙吉祥   |      |
| 许君聰                                                  | 白眉飛鷹 |      |
| [[]]                                                    | 天眼大师 |      |
| 盧惠光                                                  | 多木方丈 |      |
| 何潤東                                                  | 文當道長 |      |
| 薜凱琪                                                  | 七情師太 |      |
| 李璨琛                                                  | 討錢幫主 |      |
| 穎兒                                                    | 風騷俠女 |      |
| （粵語配音：翟偉曦 鄧肇基 謝依晴 黃尉斯 伍博民 張國洪） |          |      |

### 特别友情出演
| 演员   | 角色   | 简介     |
| 方中信 | 孙玉鹤 | 东厂督主 |

## 音乐原声
| 曲別       | 歌名       | 演唱者 | 作詞       | 作曲 |
| 主题曲     | 凡人英雄歌 | 腾格尔 | 荣超       | 崔博 |
| 贺岁主题歌 | 招财进宝   | 杨超越 | 张旭、崔博 | 崔博 |

## 制作
2017年4月13日，本片在北京宣布开机。6月8日杀青，比计划提前了3周。2018年8月28日，片方發布首款預告及角色海報，並宣布定檔同年12月21日在中國大陸上映，香港則於2019年1月3日上映。香港版本特別採用全粵語配音，並加入本地化對白以貼近觀眾。

## 宣传
2018年8月28日发布“不好惹”海报和首款预告，并宣布定档圣诞节。

## 票房
2018年12月21日在中国上映，首周票房5252万，最终7964万元。

## 反響
影片在中國大陸最終票房收7964萬人民幣，未達預期。影評方面，部分媒體批評劇情邏輯混亂，角色互動生硬，特效融合度不足，整體評價偏向負面。不過，粵語配音版本因加入港式幽默，被認為在一定程度上緩解了原版的缺陷。